# Yuyang
För andra betydelser, se Yuyang (olika betydelser).
Yuyang är ett stadsdistrikt och säte för stadsfullmäktige i Yulin i Shaanxi-provinsen i norra Kina.